# Нова Гранада
Нова Гранада (на испански: Nueva Granada) е испанско вицекралство, съществувало между 1717 и 1819 и обхващащо северната част на Южна Америка – днешните Колумбия, Еквадор, Венецуела, Панама, Гвиана, Коста Рика, Тринидад и Тобаго.
То е наследник на създаденото през 16 век Ново кралство Гранада, чийто губернатор е подчинен на вицекраля на Перу. Става самостоятелно вицекралство, пряко подчинено на краля на Испания, на 27 май 1717 (с прекъсване през 1723 – 1739). Столица на вицекралството е Санта Фе де Богота.
През 1810 то става независимо от Испания, но през 1816 е отново подчинено. През 1819 териториите на Нова Гранада окончателно се отделят от Испания, като стават основата на държавата Велика Колумбия.
След нейното разпадане през 1831 днешна Колумбия се нарича Република Нова Гранада до 1863.